# Гайнц Наке
Гайнц Наке (нім. Heinz Nacke; 22 грудня 1909, Уллендорф — 16 вересня 1984, Штутгарт) — німецький пілот, оберст люфтваффе. Кавалер Лицарського хреста Залізного хреста.

## Біографія[2]
Учасник громадянської війни в Іспанії, боєць легіону Кондор.
Під час Другої світової війни здобув 14 перемог, усі на Західному фронті (9 французьких літаків під час Французької кампанії і 5 американських винищувачів під час битви за Британію). Свою першу перемогу здобув 12 травня 1940 року, останні 3 — 30 серпня 1940 року, після чого до кінця війни служив командиром різноманітних груп і ескадр важких винищувачів.

## Нагороди[3]
- Нагрудний знак пілота
- Іспанський хрест в золоті з мечами
- Залізний хрест 2-го і 1-го класу
- Лицарський хрест Залізного хреста (2 листопада 1940) — як гауптман 6-ї ескадрильї 76-ї важкої винищувальної ескадри; нагороджений за 12 перемог.